# Cesare Poma

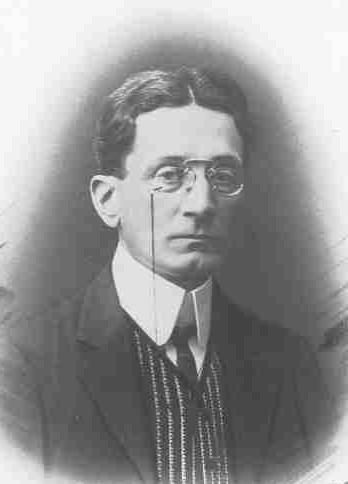
Retrato de Cesare Poma

Cesare Poma (1862-1932) fue un filólogo, diplomático y ensayista italiano.

## Biografía
Nació en Biella en 1862. Filólogo y escritor, se doctoró en derecho en la Universidad de Turín, ingresando después en la carrera consular. Entre sus obras se encuentran "Der alto": appunti linguistici (1882), Il dialetto di Ayas (1884), Gli Statuti del comune di Biella del 1245 (1885), Di un giornale in guaraní e dello studio del tupí nel Brasile y Le orchidee del Messico (1897). En la Enciclopedia universal ilustrada europeo-americana figura como «César Poma». Falleció en Biella[cita requerida] en 1932.
Fue también el primer cónsul de Italia en la Concesión italiana en Tianjin, desde 1901 hasta 1904. En esos años creó y publicó el Bollettino italiano Italian Settlement (escrito en italiano. inglés y chino).[cita requerida]